# Olympische Sommerspiele 1924/Schwimmen – 400 m Freistil (Frauen)
Der Schwimmwettkampf über 400 Meter Freistil der Frauen bei den Olympischen Spielen 1924 in Paris wurde vom 13. bis 15. Juli ausgetragen.

## Rekorde
Vor Beginn der Olympischen Spiele waren folgende Rekorde gültig.
| Weltrekord         | 5:53,2 min         | Gertrude Ederle    | Indianapolis, Vereinigte Staaten | 4. August 1922     |
| Olympischer Rekord | erstmals olympisch | erstmals olympisch | erstmals olympisch               | erstmals olympisch |

Folgende neue Rekorde wurden aufgestellt:
| Olympischer Rekord | 6:12,2 min | Gertrude Ederle | Vorlauf 1 |
| Olympischer Rekord | 6:02,2 min | Martha Norelius | Finale    |

## Ergebnisse

### Vorläufe
13. Juli 1924
Die ersten zwei Athletinnen eines jeden Laufs und die schnellste Dritte qualifizierten sich für das Halbfinale.

#### Lauf 1
| Rang | Athletin                   | Nation             | Zeit       | Anm.  |
| ---- | -------------------------- | ------------------ | ---------- | ----- |
| 1    | Gertrude Ederle            | Vereinigte Staaten | 6:12,2 min | Q, OR |
| 2    | Doris Molesworth           | Großbritannien     | 6:28,6 min | Q     |
| 3    | Hedevig Rasmussen-Gjørling | Dänemark           | 6:58,2 min | q     |
| 4    | Gulli Ewerlund             | Schweden           | 7:05,4 min |       |
| 5    | Ernestine Lebrun           | Frankreich         | 7:06,4 min |       |

#### Lauf 2
| Rang | Athletin         | Nation             | Zeit       | Anm. |
| ---- | ---------------- | ------------------ | ---------- | ---- |
| 1    | Martha Norelius  | Vereinigte Staaten | 6:23,2 min | Q    |
| 2    | Constance Jeans  | Großbritannien     | 6:34,6 min | Q    |
| 3    | Truus Klapwijk   | Niederlande        | 7:15,0 min |      |
| 4    | Gilberte Mortier | Frankreich         | 7:35,0 min |      |

#### Lauf 3
| Rang | Athletin         | Nation             | Zeit       | Anm. |
| ---- | ---------------- | ------------------ | ---------- | ---- |
| 1    | Helen Wainwright | Vereinigte Staaten | 6:46,8 min | Q    |
| 2    | Mariette Protin  | Frankreich         | 6:58,2 min | Q    |
| 3    | Vibeke Møller    | Dänemark           | 7:02,2 min |      |
| 4    | Jane Gylling     | Schweden           | 7:55,0 min |      |
| 5    | Eva Chaloupková  | Tschechoslowakei   | 8:14,0 min |      |

#### Lauf 4
| Rang | Athletin      | Nation         | Zeit       | Anm. |
| ---- | ------------- | -------------- | ---------- | ---- |
| 1    | Gwitha Shand  | Neuseeland     | 6:23,6 min | Q    |
| 2    | Vera Tanner   | Großbritannien | 6:35,4 min | Q    |
| 3    | Hjördis Töpel | Schweden       | 6:59,8 min |      |
| 4    | Marie Vierdag | Niederlande    | 7:02,4 min |      |

### Halbfinale
14. Juli 1924
Die ersten zwei Athletinnen eines jeden Laufs und die schnellste Dritte qualifizierten sich für das Finale.

#### Halbfinale 1
| Rang | Athletin         | Nation             | Zeit       | Anm. |
| ---- | ---------------- | ------------------ | ---------- | ---- |
| 1    | Helen Wainwright | Vereinigte Staaten | 6:19,6 min | Q    |
| 2    | Doris Molesworth | Großbritannien     | 6:19,8 min | Q    |
| 3    | Gwitha Shand     | Neuseeland         | 6:24,4 min | q    |
| 4    | Constance Jeans  | Großbritannien     | 6:37,8 min |      |
| 5    | Mariette Protin  | Frankreich         | 6:56,6 min |      |

#### Halbfinale 2
| Rang | Athletin                   | Nation             | Zeit       | Anm. |
| ---- | -------------------------- | ------------------ | ---------- | ---- |
| 1    | Gertrude Ederle            | Vereinigte Staaten | 6:23,8 min | Q    |
| 2    | Martha Norelius            | Vereinigte Staaten | 6:26,6 min | Q    |
| 3    | Vera Tanner                | Großbritannien     | 6:34,0 min |      |
| 4    | Hedevig Rasmussen-Gjørling | Dänemark           | 6:55,2 min |      |

### Finale
15. Juli 1924
| Rang | Athletin         | Nation             | Zeit       | Anm. |
| ---- | ---------------- | ------------------ | ---------- | ---- |
| 1    | Martha Norelius  | Vereinigte Staaten | 6:02,2 min | OR   |
| 2    | Helen Wainwright | Vereinigte Staaten | 6:03,8 min |      |
| 3    | Gertrude Ederle  | Vereinigte Staaten | 6:04,8 min |      |
| 4    | Doris Molesworth | Großbritannien     | 6:25,4 min |      |
| —    | Gwitha Shand     | Neuseeland         | DNF        |      |